# Neoscona sodom
Neoscona sodom là một loài nhện trong họ Araneidae.
Loài này thuộc chi Neoscona. Neoscona sodom được Gershom Levy miêu tả năm 1998.